# Замок Гленина
Замок Гленина (англ. Gleninagh Castle; ирл. Gleann Eidhneach) — один из замков Ирландии, расположенный в графстве Клэр. 

## История
Замок Гленина был построен в XVI веке на вершине скалы у залива Голвей. Замок построил ирландский клан О'Логлен (О'Локлин). Замок много раз переходил из рук в руки, но каждый раз возвращался в собственность клана О'Логлен. Клан использовал этот замок в качестве жилья до 1840 года. В 1839 году об этом замок писали, что он находится «в хорошем состоянии». В 1843 году замок был заброшен и использовался местным землевладельцем — лордом Блад в качестве хлева для скота. Верхняя часть замка была обустроена под голубятню. 
Замок был частично отреставрирован в XX веке. Замок представляет собой башню высотой 31,8 футов и шириной 27,6 фута. Башня имеет 4 этажа. Сохранились каменные винтовые лестницы. На этажах есть бойницы, круглые башенки-бойницы по углам главной башни. Ряд узких окон и бойниц замурованы в XVII веке. В замке было несколько старинных каминов. 
У замка есть старинная церковь. Время постройки церкви неизвестно, но есть версия, что церковь была построена 1302 (согласно церковным записям). До этого на этом месте был монастырь, сохранились некоторые признаки монастырской стены. Также археологи обнаружили возле церкви признаки хозяйственной деятельности монахов. Однако фундаментальных раскопок археологов здесь не было. Поэтому история этой церкви остается туманной. 
Эта церковь была описана в 1839 году как руина, которая была окутана плющом. Стены церкви толщиной 2,5 фута и около 8 футов высотой. Южная стена заостренная, дверной проем из тесаного камня высотой 5,33 фута. На южной стороне было два окна, одно четырехугольное, другое круглое. Еще в 1897 году церковь была в хорошем состоянии — сейчас в руинах и заброшена. 
У замка когда-то было имение и дом лорда землевладельца. Дом был построен в XIX столетии. Сейчас в руинах. Возле дома был сад, колодец, вода в котором считалась священной. В XIX веке этими землями и имением владел Уильям Биндон Блад — потомок полковника Томаса Блада, что в 1671 году пытался похитить корону короля Англии. 
Недалеко от замка находится святое место — Тобар на Кройхе Наойя (ирл. Tobar na Croiche Naoimhe — «Место Святого Креста») - в старые времена это было место паломничества. Это место имеет несколько названий: Крогнева (ирл. Croghneva), Тобар на Кройхе Наомха (ирл. Tobar na Croise Naomhtha) и Тобарнакробаниде (ирл. Tobernacrobaneede). Сейчас здесь стоит каменная арка готического типа с крестом на вершине. В 1840 году здесь были проведены археологические раскопки и обнаружены следы древних человеческих жертвоприношений, человеческие черепа. Судя по всему это место считалось священным еще в очень давние языческие времена. Еще одно место паломничества к северу от замка — называется Тобар Корнайн. Там сегодня сооружение в стиле псевдоготики. 
Недалеко от замка давний курган, который называется Доу Браннен (ирл. Dough Branneen). Рядом есть давний священный камень, который называется Кегер. Также есть остатки древней кельтской крепости железного века — так называемого «круглого форта», что называется Дун Фергус — «Крепость Фергуса». Под крепостью есть природные пещеры. 
У замка есть также остатки древних печей для обжига извести. 
До 1544 года земля и замок Гленина принадлежали ирландскому клану О'Логлен. В 1544 году король Англии Генрих VIII «даровал» эти земли и замок (которые в то время еще не были завоеваны Англией) Ричарду Гардингу, с расчетом того, что он эти земли завоюет и захватит замок. Затем замок и земли в 1570 году захватил Джеймс Линч с Ґолвей. Затем в 1629 году эти земли принадлежали епархии Килфенора. В 1837 году здесь был приход Глин или Гленаррага. В 1841 году здесь был поселок — 146 домов, 886 жителей. В 1845 году у замка были поселки Гланинах, Муррогкелли, Муррогвоги.